# 通科利利区

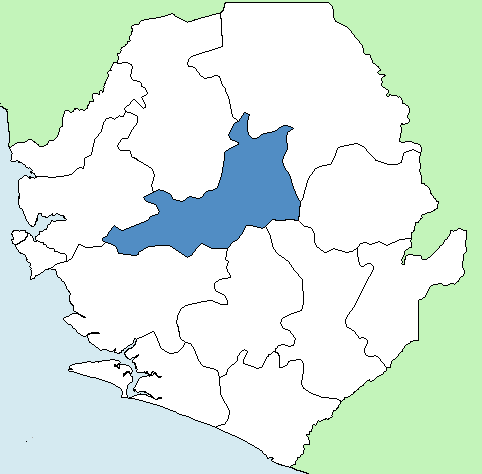
通科利利区

通科利利区（英文：Tonkolili District）是塞拉利昂16区之一，首府马布拉卡 (英文:Magburaka)。通科利利區是塞拉利昂北方省的一個區，是塞拉利昂製糖業基地。該區人口為530,776，面積為7003平方公里。
8°40′N 11°40′W / 8.67°N 11.67°W